# Чхаидзе, Машо Евсеевна
Машо Евсеевна Чхаидзе (1914 год, село Шрома, Озургетский уезд, Кутаисская губерния, Российская империя — неизвестно, село Шрома, Махарадзевский район, Грузинская ССР) — колхозница колхоза имени Орджоникидзе Шромского сельсовета Махарадзевского района, Грузинская ССР. Герой Социалистического Труда (1949).

## Биография
Родилась в 1914 году в крестьянской семье в селе Шрома Озургетского уезда (сегодня — Озургетский муниципалитет). Окончила местную сельскую школу, после которой трудилась рядовой колхозницей на чайной плантации колхоза имени Орджоникидзе Махарадзевского района с усадьбой в селе Шрома. В послевоенное время трудилась в звене Елены Соломоновны Хеладзе в 7-й бригаде Карло Дмитриевича Горгиладзе.
В 1948 году собрала 6154 килограмма сортового зелёного чайного листа на участке площадью 0,5 гектара. Указом Президиума Верховного Совета СССР от 29 августа 1949 года удостоена звания Героя Социалистического Труда за «получение высоких урожаев сортового зелёного чайного листа и цитрусовых плодов в 1948 году» с вручением ордена Ленина и золотой медали «Серп и Молот» (№ 4560).
Этим же указом званием Героя Социалистического Труда были награждены труженики колхоза имени Орджоникидзе Нина Кайсаровна Гогодзе, Татьяна Нестеровна Чхаидзе и Екатерина Ивановна Чхаидзе.
За выдающиеся трудовые достижения по итогам 1950 года была награждена вторым Орденом Ленина.
Проживала в родном селе Шрома Махарадзевского района. С 1969 года — персональный пенсионер союзного значения. Дата её смерти не установлена.
Награды
- Герой Социалистического Труда
- Орден Ленина — дважды (1949; 23.07.1951)